# Eleccions parlamentàries ruandeses de 1988
Les eleccions parlamentàries ruandeses de 1988 es van celebrar a Ruanda el 26 de desembre de 1988. En el moment el país encara era un sistema unipartidista, amb el Moviment Nacional Revolucionari per al Desenvolupament com a únic partit legal. L'Assemblea Legislativa va ser ampliada de 64 a 70 escons, amb 139 candidats que es presentaven a les eleccions. Vint-i-sis diputats van prendre els seus escons als rivals, mentre que la participació dels votants va ser del 98,5%.

## Resultats
| Partit                                                 | Vots      | %    | Escons | +/– |
| ------------------------------------------------------ | --------- | ---- | ------ | --- |
| Moviment Nacional Revolucionari per al Desenvolupament | 2.701.682 | 100  | 70     | 0   |
| Nuls/en blanc                                          | 243       | –    | –      | –   |
| Total                                                  | 2.701.925 | 100  | 70     | 0   |
| Votants registrats/participació                        | 2.740.920 | 98,5 | –      | –   |
| Font: Inter-Parliamentary Union                        |           |      |        |     |